# Annibale Maria di Francia
Annibale di Francia (Messina, 5 juli 1851 - aldaar, 1 juni 1927) is een rooms-katholiek heilige.
Hij is een afstammeling van de Franse familie van Anjou als derde kind van Francesco, ridder van de markies van Santa Caterina dello Ionio, en van Anna Toscano. Zijn vader stierf toen hij vijftien maanden oud was.
Na zijn studie aan het seminarie werd hij priester gewijd op 16 maart 1878. Di Francia richtte in 1882 de Antoniaanse weeshuizen (onder bescherming van de heilige Antonius van Padua) op, opgevat als een uitgebreid gezin. Verder stichtte hij de Dochters van de Goddelijke Voorzienigheid (1887) en de Rogationisten van het Heilige Hart van Jezus (1897).
De religieuze congregaties die hij stichtte, zijn vandaag aanwezig op vijf continenten, met als doel gebed voor roepingen, evenals hulp aan behoeftigen en slechthorende kinderen en jongeren, gezondheid, ouderdom, meisjes, moeders, scholen, beroepsopleiding, enz. .
Vooral zijn inzet voor religieuze roepingen en zijn gebedsleven waren vermaard. Hij wordt beschouwd als een van de voorlopers van het sociale apostolaat. Hij stond bekend om zijn inzet voor nieuwe roepingen. 
Paus Johannes Paulus II verklaarde hem zalig op 7 oktober 1990 en heilig op 16 mei 2004. Zijn feestdag is op 1 juni.